# Élections législatives de 1967 dans le Cantal
Les élections législatives françaises de 1967 se déroulent les 5 et 12 mars 1967.  Dans le département du Cantal, deux députés sont à élire dans le cadre de deux circonscriptions.

## Élus
| Circonscription | Député sortant   | Parti | Parti   | Député élu ou réélu | Parti | Parti |
| --------------- | ---------------- | ----- | ------- | ------------------- | ----- | ----- |
| 1re             | Augustin Chauvet |       | CR      | Augustin Chauvet    |       | UD-Ve |
| 2e              | Jean Sagette     |       | UNR-UDT | Georges Pompidou    |       | UD-Ve |

## Résultats

### Résultats à l'échelle du département
| Parti          | Parti                                           | Premier tour | Premier tour | Second tour | Second tour | Sièges |
| Parti          | Parti                                           | Voix         | %            | Voix        | %           | Sièges |
| -------------- | ----------------------------------------------- | ------------ | ------------ | ----------- | ----------- | ------ |
|                | Union des démocrates pour la Ve République      | 45 490       | 54,25        | 24 307      | 55,66       | 2      |
|                | Union des républicains de progrès               | 45 490       | 54,25        | 24 307      | 55,66       | 2      |
|                |                                                 |              |              |             |             |        |
|                | Section française de l'Internationale ouvrière  | 12 881       | 15,36        | 19 361      | 44,34       | 0      |
|                | Convention des institutions républicaines       | 1 963        | 2,34         |             |             | 0      |
|                | Fédération de la gauche démocrate et socialiste | 14 844       | 17,70        | 19 361      | 44,34       | 0      |
|                |                                                 |              |              |             |             |        |
|                | Parti communiste français                       | 10 819       | 12,90        | Retrait     | Retrait     | 0      |
|                | Divers gauche                                   | 6 600        | 7,87         |             |             | 0      |
|                | Progrès et démocratie moderne                   | 5 749        | 6,86         | 0           |             |        |
|                | Mouvement jeune révolution                      | 345          | 0,41         | 0           |             |        |
|                |                                                 |              |              |             |             |        |
| Inscrits       | Inscrits                                        | 108 055      | 100,00       | 57 293      | 100,00      | 2      |
| Abstentions    | Abstentions                                     | 23 095       | 21,37        | 12 991      | 22,67       |        |
| Votants        | Votants                                         | 84 960       | 78,63        | 44 302      | 77,33       |        |
| Blancs et nuls | Blancs et nuls                                  | 1 113        | 1,31         | 634         | 1,43        |        |
| Exprimés       | Exprimés                                        | 83 847       | 98,69        | 43 668      | 98,57       |        |

### Résultats par circonscription

#### Première circonscription (Aurillac)
| Candidat       | Candidat                       | Parti          | Premier tour | Premier tour | Second tour | Second tour |  |
| Candidat       | Candidat                       | Parti          | Voix         | %            | Voix        | %           |  |
| -------------- | ------------------------------ | -------------- | ------------ | ------------ | ----------- | ----------- |  |
|                | Augustin Chauvet sortant réélu | UD-Ve          | 20 098       | 46,67        | 24 307      | 55,66       |  |
|                | Jacques Meyniel                | FGDS (SFIO)    | 12 881       | 29,91        | 19 361      | 44,34       |  |
|                | Michel Leymarie                | PCF            | 6 621        | 15,37        | Retrait     | Retrait     |  |
|                | André Chavinier                | CD (PDM)       | 3 465        | 8,05         |             |             |  |
|                |                                |                |              |              |             |             |  |
| Inscrits       | Inscrits                       | Inscrits       | 57 298       | 100,00       | 57 293      | 100,00      |  |
| Abstentions    | Abstentions                    | Abstentions    | 13 525       | 23,6         | 12 991      | 22,67       |  |
| Votants        | Votants                        | Votants        | 43 773       | 76,4         | 44 302      | 77,33       |  |
| Blancs et nuls | Blancs et nuls                 | Blancs et nuls | 708          | 1,62         | 634         | 1,43        |  |
| Exprimés       | Exprimés                       | Exprimés       | 43 065       | 98,38        | 43 668      | 98,57       |  |

#### Deuxième circonscription (Saint-Flour - Mauriac)
|                | Georges Pompidou élu | UD-Ve          | 25 392 | 62,26  |  |  |  |
|                | Maurice Montel       | Divers gauche  | 6 600  | 16,18  |  |  |  |
|                | Louis Taurant        | PCF            | 4 198  | 10,29  |  |  |  |
|                | Richard Chaput       | CD (PDM)       | 2 284  | 5,6    |  |  |  |
|                | Gabriel Irondelle    | FGDS (CIR)     | 1 963  | 4,81   |  |  |  |
|                | Charles Bonnet       | ARLP           | 345    | 0,85   |  |  |  |
|                |                      |                |        |        |  |  |  |
| Inscrits       | Inscrits             | Inscrits       | 50 757 | 100,00 |  |  |  |
| Abstentions    | Abstentions          | Abstentions    | 9 570  | 18,85  |  |  |  |
| Votants        | Votants              | Votants        | 41 187 | 81,15  |  |  |  |
| Blancs et nuls | Blancs et nuls       | Blancs et nuls | 405    | 0,98   |  |  |  |
| Exprimés       | Exprimés             | Exprimés       | 40 782 | 99,02  |  |  |  |